# Margaret Court Arena
Le Margaret Court Arena est une salle de sport et de divertissement polyvalente située dans Melbourne Park à Melbourne, Victoria, Australie. L'arène, qui a été construite en 1987 et réaménagée au milieu des années 2010, a une capacité de 7 500 places.

## Histoire
Initialement nommé Show Court One, le site a été ouvert en 1988, l'année où les Championnats de tennis de l'Open d'Australie ont déménagé du Kooyong Lawn Tennis Club à Melbourne Park. Le terrain de spectacle avait une capacité de 6 000 personnes et a été renommé Margaret Court Arena au début de 2003, en hommage à la joueuse de tennis la plus titrée d'Australie.

## Réaménagement

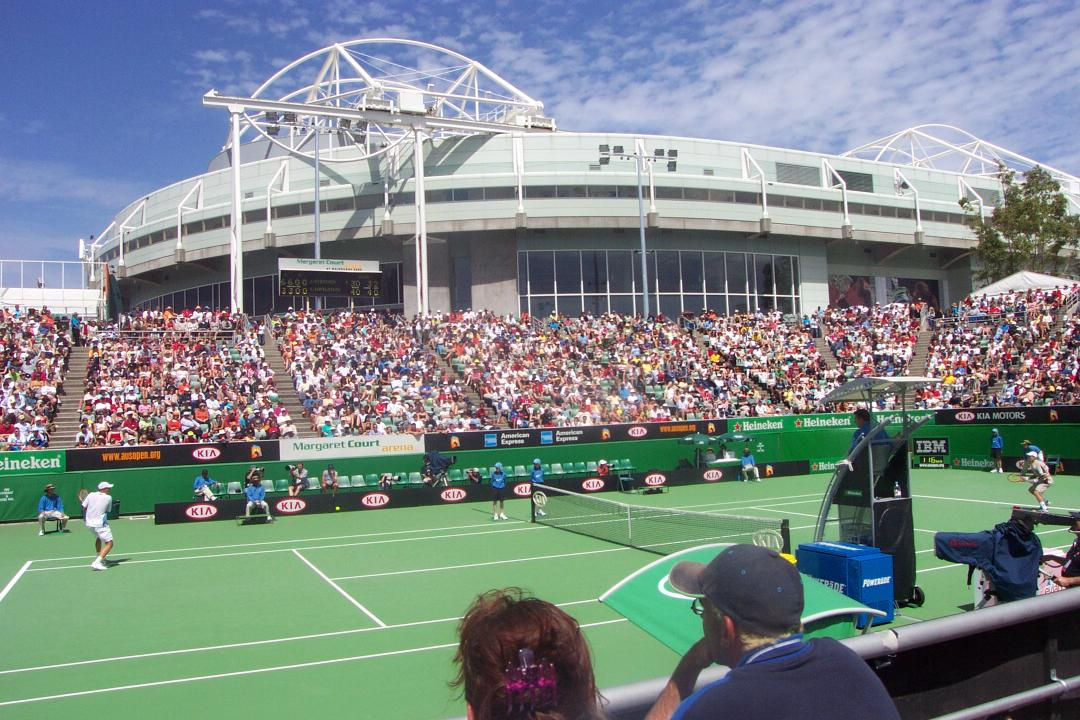
Margaret Court Arena, avant son réaménagement en 2014

En réponse au problème des vagues de chaleur récurrentes à l'Open d'Australie, ainsi qu'à la demande d'un stade polyvalent plus petit dans la ville, le gouvernement victorien a annoncé en janvier 2010 un plan de réaménagement de Margaret Court Arena, qui se produira en tandem avec une mise à niveau plus large de l'enceinte de Melbourne Park, pour un coût total de 363 millions de dollars. Lend Lease Corporation a remporté l'appel d'offres en octobre 2011, date à laquelle le gouvernement a annoncé le coût de la mise à niveau de l'arène exclusivement ; 180 millions de dollars. La construction de l'arène a commencé en mars 2012 et a été entreprise par NH Architecture et Populous.
Le réaménagement a fait de l'arène la troisième de l'enceinte à avoir un toit rétractable et a augmenté la capacité du stade de 6 000 à 7 500 places. Le réaménagement a été achevé en janvier 2015, avant l'Open d'Australie de ce mois-là. L'arène est la troisième plus grande capacité de l'Open d'Australie, derrière la capacité de 15 000 places Rod Laver Arena (court central) et la John Cain Arena de 10 500 places.

## Sports et événements

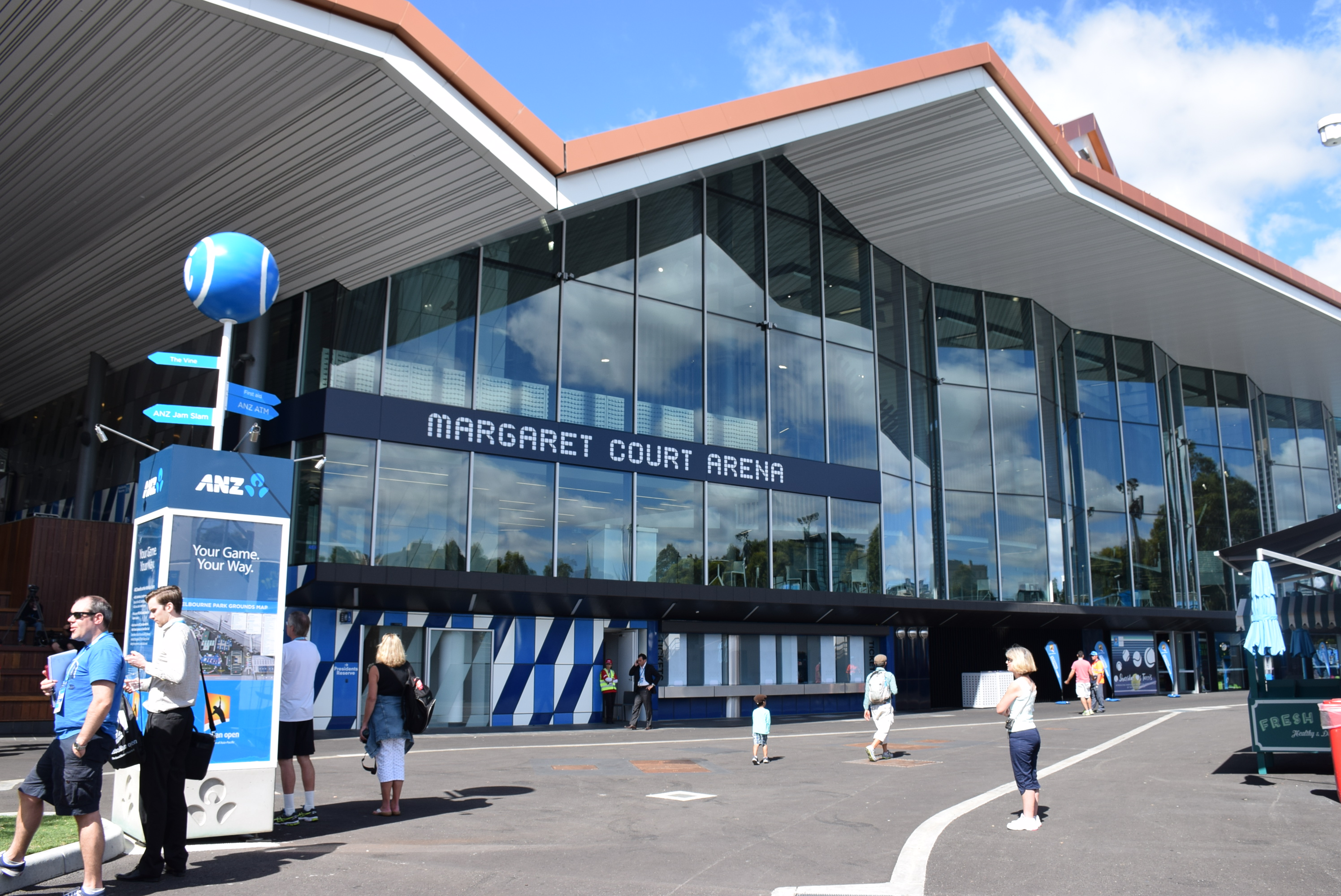
Entrée à Margaret Court Arena

L'arène a accueilli des matchs de tennis à l'Open d'Australie chaque année depuis 1988. Depuis le réaménagement en 2014, l'arène est de plus en plus utilisée pour des sports tels que le basketball et le netball, ainsi que concerts musicaux.
Les clubs professionnels de netball les Melbourne Vixens et Collingwood Magpies jouent des matchs à domicile à la Margaret Court Arena, généralement lorsque la John Cain Arena adjacente n'est pas disponible. Les Vixens ont annoncé leur intention de déplacer les matchs à domicile sur le site en mars 2013, déclarant que "le site réaménagé va être fantastique pour nous pendant au moins les cinq prochaines années". En mode netball, le site peut être configuré pour accueillir 5 000 personnes dans son niveau inférieur ou 7 500 lorsque les deux sections sont ouvertes,. L'équipe d'Australie de netball a également organisé des matchs tests sur le site.

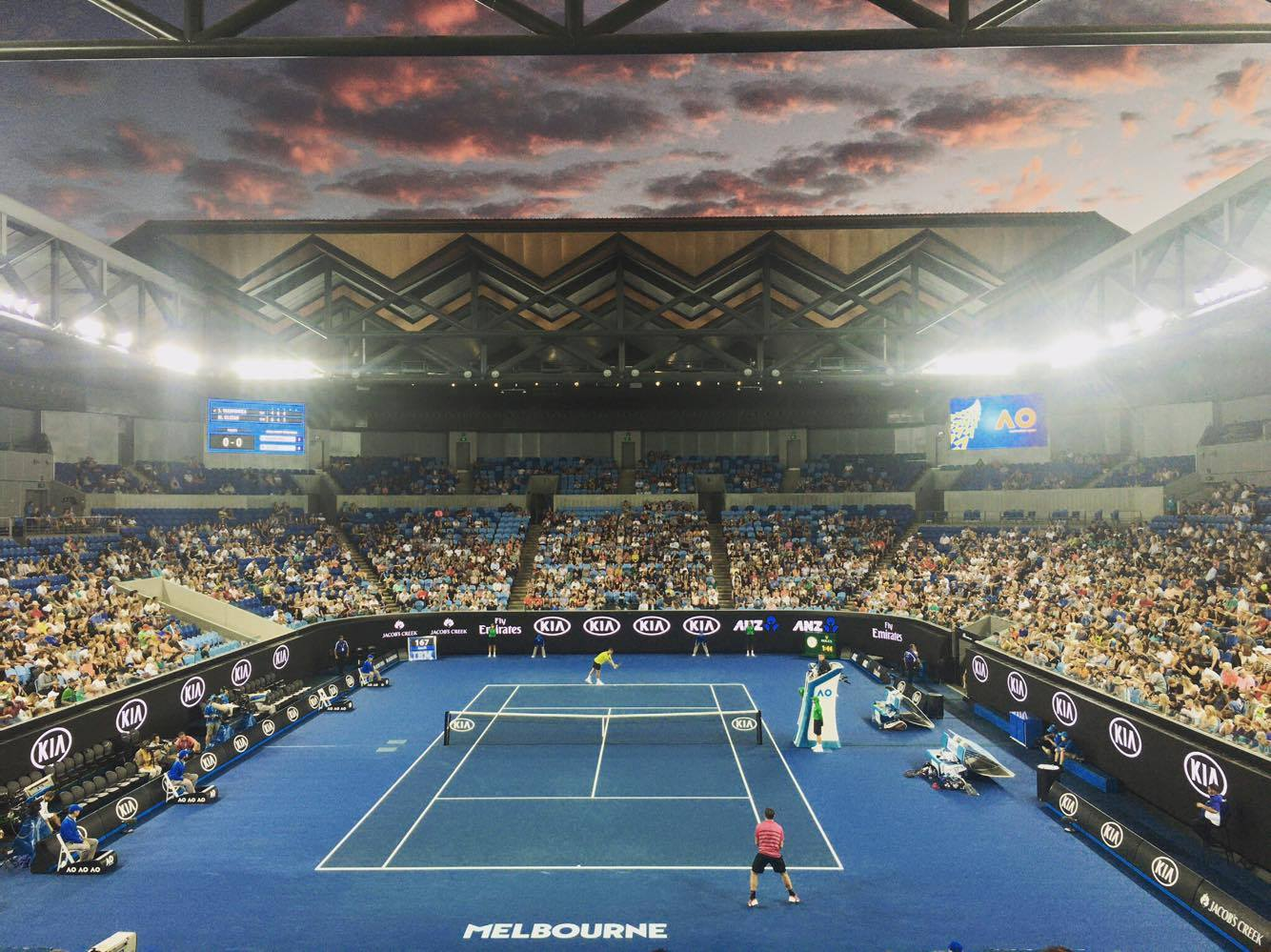
Margaret Court Arena lors de l'Open d'Australie 2017

Le club de NBL Melbourne United a disputé certains de ses matchs à domicile à la Margaret Court Arena. Le club a annoncé qu'il avait signé un "accord pluriannuel" en août 2014 pour partager 12 de ses 14 matches à domicile à la Margaret Court Arena et à la Melbourne Arena. United a disputé son premier match à domicile dans l'arène le 12 novembre 2014 et a battu les Cairns Taipans 91-76 devant une foule de 3 393 fans. Le club a ensuite transféré tous les matchs à domicile à la John Cain Arena.
En plus de pouvoir accueillir divers événements sportifs, Margaret Court Arena accueille également un certain nombre de concerts, garantissant que Melbourne dispose d'un troisième lieu de divertissement intérieur, tous situés dans le parc de Melbourne et dotés d'un toit rétractable. L'arène a accueilli des artistes tels que Bob Dylan, Cloud Control, The Black Keys, Delta Goodrem, Demi Lovato, Hilltop Hoods, Macklemore & Ryan Lewis, Selena Gomez, Imagine Dragons, 5 Seconds of Summer, Angus & Julia Stone, Little Mix, The B-52's et bien d'autres. La salle a une capacité de 6 500 places pour les concerts, mais a la possibilité de réduire ses effectifs pour des événements plus petits.

## Controverse de nommage
La cour et autres (voir infobulle)[pas clair]
Le nom de l'arène, qui reconnaît l'une des joueuses de tennis les plus titrées, Margaret Court, a suscité un débat sur les opinions de Court concernant les questions LGBT,. En mai 2017, une lettre ouverte de la Cour a été publiée dans The West Australian, adressée au conseil d'administration de Qantas et à son PDG Alan Joyce. Dans ce document, la Cour a déclaré son intention de boycotter la compagnie aérienne (si possible) parce qu'elle était "devenue un promoteur actif du mariage homosexuel",. Joyce a plaidé pour le mariage homosexuel, écrivant que "[s] le mariage homosexuel n'est pas un problème de niche. Il s'agit de droits fondamentaux et d'égalité - le" fair go "qui est une valeur australienne si fondamentale." Court est un critique de l'homosexualité et de l'identité de genre depuis plusieurs décennies et est cité comme disant que la présence de "LGBT (sic) dans les écoles, c'est le diable, ce n'est pas de Dieu",. Diverses campagnes ont été lancées pour changer le nom de l'arène,. Alors que certains anciens joueurs de tennis tels que Martina Navratilova et John McEnroe ont organisé des manifestations sur le terrain à propos du nom de l'arène, d'autres personnalités publiques telles que l'ancien Premier ministre Malcolm Turnbull se sont opposés à ces efforts sur la base que l'arène "célèbre Margaret Court la joueuse de tennis" et non ses convictions personnelles. La direction des sites a précédemment déclaré qu'elle ne soutenait pas les commentaires de la Cour et "embrassait [s] l'égalité, la diversité et l'inclusion".

## Récompenses
- Prix d'architecture publique (modifications et ajouts) - Institut australien d'architecture Prix victorien en 2015[24]